# Thrypticomyia octosetosa
Thrypticomyia octosetosa is een tweevleugelige uit de familie steltmuggen (Limoniidae). De soort komt voor in het Oriëntaals gebied.